# Billy Bishop
William Avery Bishop (1894. február 8. – 1956. szeptember 11.) kanadai vadászpilóta, 72 légi győzelmével a Brit Birodalom legeredményesebb ászpilótája az első világháborúban. A második világháborúban a Brit Nemzetközösség pilótaképző programjának egyik fő szervezője.

## Ifjúsága
Billy Bishop 1894. február 8-án született Kanada Ontario tartományában. Apja, William A. Bishop Grey megye anyakönyvvezetője volt. Az iskolában Billy a csapatsportok helyett inkább az úszást, lovaglást és lövészetet kedvelte. Nem volt jó tanuló, hamar megunta a tárgyakat és sokat hiányzott. Tizenöt évesen faládából és kartonpapírból készített egy repülőgépet, amivel leugrott kétemeletes házuk tetejéről: a gép összetört de ő ép bőrrel megúszta a próbálkozást.
1911-ben beiratkozott a kingstoni Kanadai Királyi Katonai Főiskolára, ahol bátyja 1903-ban végzett. Az első évben puskázáson kapták és megbukott.

## Az első világháború

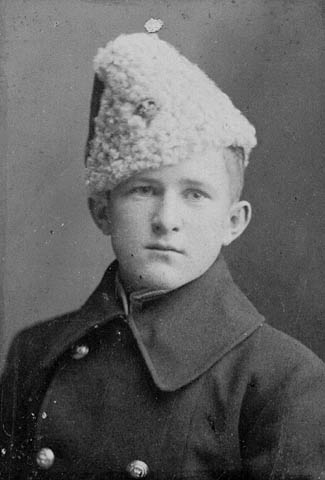
Bishop kadétként 1914-ben

Az első világháború kitörésekor Bishop otthagyta a főiskolát és jelentkezett a mississaugai lovasezredhez. Mikor egységét áthajózták Európába tüdőgyulladása miatt nem tarthatott velük és felgyógyulása után áthelyezték a 7. lovas lövészezredbe. Már itt megmutatkozott rendkívüli céllövő képessége. Ezrede 1915. június 6-án hagyta el Kanadát a Caledonia marhaszállító hajó fedélzetén. Két héttel később Írország partjainál a konvojt megtámadta egy német tengeralattjáró és két hajót elsüllyesztve 300 kanadai katona halálát okozta. Bishop hajója június 23-án épségben érkezett meg Plymouthba.
A frontra érkezve Bishopnak hamarosan elege lett a lövészárokéletből és jelentkezett a Királyi Légierőhöz (ahogyan mondta: "fogadok, hogy odafent egyáltalán nincs se sár, se lószar. Ha meghalsz, legalább tiszta halálod lesz"). A pilótaképző tanfolyamokon már nem volt hely, ezért légi felderítőnek tanult. A légi fényképezésben tehetségesnek bizonyult és hamarosan már ő oktatta a kezdőket. 1916 januárjában a frontra vezényelték a Saint-Omer melletti boisdinghemi repülőtérre. Első éles bevetésén egy R.E.7 felderítő repülővel keresett meg egy német tüzérségi állást. Miután leadta a koordinátákat, a brit tüzérség sikeresen megsemmisítette a célpontot. Több mint egy évig felderítő és bombázó repülésekben vett részt és ezalatt egyszer sem lőtt ellenséges gépekre. 1916 áprilisában felszállás közben motorhiba miatt lezuhant és megsérült a térde. Londoni kórházi tartózkodása alatt megismerkedett St. Helier bárónővel, aki jól ismerte Winston Churchillt is. A bárónő segítségével haza tudott látogatni Kanadába miután apja enyhe agyvérzésen esett át; majd miután 1916 szeptemberében visszatért Angliába szintén ő segítette, hogy felvegyék a pilótaképző tanfolyamra.
1916 novemberében megkapta a képesítését és az essexi Sutton's Farm-i légibázisra vezényelték, ahol éjszakánként London légvédelmét kellett ellátnia. Bishop az eseménytelen repülések miatt hamarosan kérte átirányítását a frontra.
1917. március 17-én érkezett meg az Arras mellett állomásozó No. 60 Squadron-hoz, ahol egy Nieuport 17-es repülőgépet bíztak rá. Ezen a frontszakaszon ekkor az újonc antantpilóták átlag élettartama 11 nap volt és a német ászpilóták miatt ötször annyi brit vagy francia gépet lőttek le, mint németet. Bishop első, március 22-i járőrbevetése nem volt sikeres: nehezen tudta irányítani elhasználódott gépét, majdnem lelőtte a légvédelem és elszakadt a csoportjától. Két nappal később gyakorlórepülés közben kényszerleszállást kellett végrehajtania John Higgins tábornok szeme láttára, aki ezért visszaküldte a pilótaiskolába. A repülőszázad vezetője, Alan Scott őrnagy azonban meggyőzte a tábornokot, hogy a helyettesítő megérkezéséig Bishop szolgálatban maradhasson. Egy nappal később, március 25-én Bishop elérte első légigyőzelmét. Négy brit Nieuport rátámadt három felderítő német Albatros D.III-ra St Leger közelében és Bishop lelőtte egyiküket (ellenfele kiléte bizonytalan, állítólag egy Theiller nevű hadnagyot lőtt le, de az ő halálát egy nappal korábban a No. 70 Squadron győzelmi listáján is jelentették), majd motorhiba miatt kényszerleszállást hajtott végre. A lövészárkok közötti senkiföldjén landolt, 300 méterre a német vonalaktól de sikeresen elérte az angol lövészárkot és az esős, viharos éjszakát ott töltötte. Higgins tábornok személyesen gratulált Bishop győzelméhez és visszavonta iskolábaküldési parancsát. Március 30-án már ő vezette az egyik járőrt, másnap pedig elérte második légi győzelmét. A szokásos csoportos bevetéseken kívül, Bishop parancsnoka engedélyével magányos repüléseket is végzett az ellenséges területek fölött, így győzelmeinek száma gyorsan nőtt. 1917. április 8-án lelőtte az ötödik német gépet is és ászpilótává vált. Új státuszát jelzendő, szerelője kékre festette repülőgépe orrát.

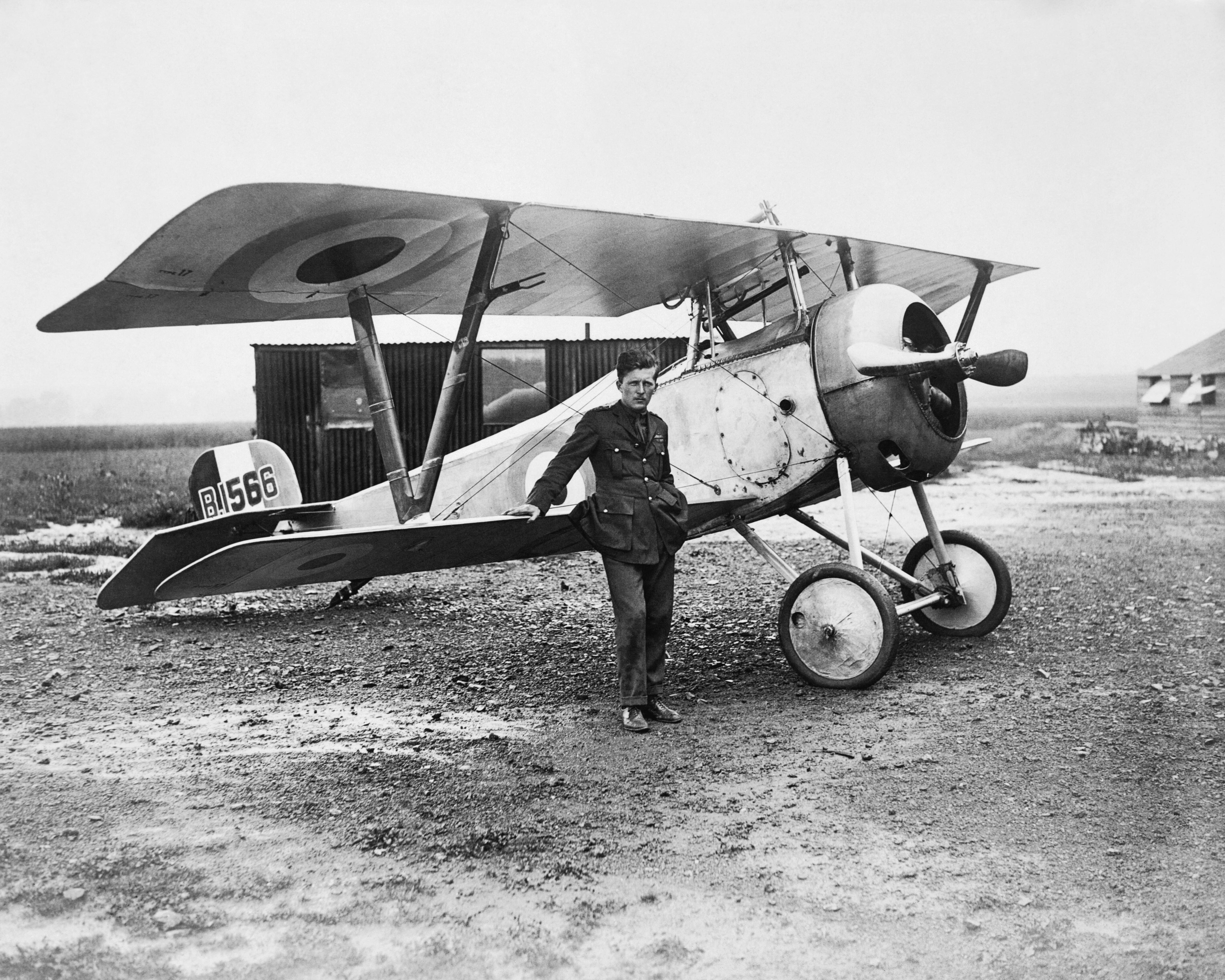
Billy Bishop és Nieuport 17-es repülőgépe

Bishop kezdetben a levegőben merészen, agresszívan támadott; de miután egy csata után a szerelője 210 golyónyomot számolt össze a gépén, rájött hogy ezt sokáig nem folytathatja. Ezután inkább a meglepetésszerű támadási módszert preferálta és vitte sikerre. Csak áprilisban 12 ellenséges gépet lőtt le, amiért századossá léptették elő és kitüntették a Hadikereszttel (Military Cross). A németek az "ördög csatlósa" melléknevet adták neki és az egyik repülőszázaduk vérdíjat is tűzött a fejére.
Április 30-án Bishop csapata összecsapott a leghíresebb német pilóta, Manfred von Richthofen által vezetett németekkel. Májusban Szolgálati Érdemkeresztet (Distinguished Service Order) kapott, amikor négy rátámadó német repülőgépből kettőt lelőtt. 1917. június 2-án egy magányos bevetésén megtámadott egy német repülőteret, lelőtt három felszálló gépet és több földön lévőt megrongált. Ezért a tettéért Viktória-kereszttel tüntették ki, bár a támadásnak nem volt tanúja és a német feljegyzések is elvesztek a háború után. Júliusban a No. 60 Squadron gépeit új, gyorsabb és erősebb S.E.5s-ekre cserélték le. Augusztusra Bishop megelőzte az akkorra már elhunyt brit birodalmi csúcstartó ászpilótát, Albert Ballt és Manfred Richthofen és René Fonck után ő lett a harmadik legsikeresebb vadászpilóta a háborúban.
1917 őszén Bishop szabadságot kapott és hazautazott Kanadába, ahol hősként ünnepelték. Október 17-én összeházasodott menyasszonyával, Margaret Eaton Burdennel. Szabadsága lejárta után Washingtonba küldték, ahol segített az Egyesült Államok légierejének felállításában.
1918 áprilisában visszatért Angliába, ahol őrnaggyá léptették elő és rábízták az újonnan felállított No. 85 Squadront, melynek összeállításában Bishop nagyfokú szabadságot kapott. A századot SE5a gépekkel szerelték fel és a franciaországi Petit Synthe mellett jelölték ki állomáshelyét. Május 27-én Bishop magányos járőrözésre indult - első éles bevetésére 1917 augusztusa óta - és lelőtt egy német felderítő gépet, majd másnap még két másikat. Május 30. és június 1. között még hat ellenséges repülőt lőtt ki, köztük állítólag Paul Billik ászpilótát is (a német adatok ezt nem támasztják alá).
A kanadai hadvezetés egyre inkább aggódott, hogy a háborús hős Bishop egyik akciója során életét veszti, ezért június 18-án, alig három hetes frontszolgálat után visszarendelték Angliába, ahol az újonnan megszervezett Kanadai Légierőt kellett felügyelnie. Távozásának reggelén Bishop még egy utolsó magányos akcióra indult, ahol állítása szerint lelőtt Pfalz D.IIIa-t és egy felderítőt és két másik német gép összeütközött és lezuhant. Augusztus 5-én alezredesi kinevezést kapott és a Kanadai Tengerentúli Erők vezérkarában helyezték el. Éppen egy kanadai látogatása után tért vissza Angliába, amikor megérkezett a fegyverszünet híre.
A háború végére hivatalos győzelmi listája 72 tételt tartalmazott, közte két ballont, 54 megsemmisített (kettőt másokkal közösen) és 16 irányítását vesztett repülőgépet. Ezek közül azonban sok nincs megfelelően tanúsítva és nem egyezik a német veszteséglistákkal. Brereton Greenhous, a Kanadai Királyi Légierő történésze szerint a biztos győzelmek száma mindössze 27.

## Két háború között

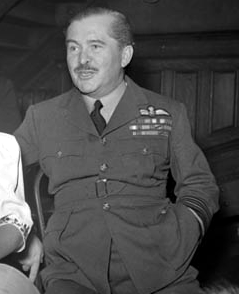
William Bishop 1942-ben

A háború után Bishop az Egyesült Államok nagyobb városaiban tartott előadásokat és légiharcot oktatott. Egy másik ászpilótával, William Barkerrel közösen utasszállító szolgálatot is indított, de jogi és anyagi problémák, valamint egyik gépük lezuhanása miatt a vállalkozás rövid életűnek bizonyult. 1921-ben Bishop és családja az Egyesült Királyságba költözött, ahol különböző, repüléssel kapcsolatos üzletekbe társult. 1928-ban díszvendégként meghívták Berlinbe a német ászpilóták gyűlésére. 1929-ben a gazdasági válság kitörése után elvesztette vagyona nagy részét és visszautazott Kanadába, ahol a McColl-Frontenac Oil Company alelnöke lett.

## Második világháború
1936 januárjában a kanadai légierő az első légi almarsalljává (Air vice-marshal, vezérőrnagynak felel meg) nevezte ki Bishopot. A második világháború kitörése után légimarsallá (Air marshal, altábornagy) léptették elő. Bishop a légierő toborzó munkáját vezette, olyan sikeresen, hogy sok jelentkezőt el kellett utasítani. Megszervezte a kanadai pilóták képzési rendszerét, amit sikerrel alkalmaztak a Brit Nemzetközösség Pilótaképző programjában is, melyben a háború során 167 ezer katonát képeztek ki a légi hadviselésre a németek ellen.
1944-re egészsége megrendült és visszavonult a légierőtől, hogy saját vállalkozását vezesse Montrealban, egészen 1952-es nyugdíjba vonulásáig. A koreai háború kitörésekor felajánlotta, hogy újból átveszi a toborzási munkát, de rossz egészségi állapota miatt a RCAF udvariasan elutasította. Bishop 1956. szeptember 11-én halt meg álmában a floridai Palm Beach-en, ahol nyaralását töltötte.

## Kitüntetései

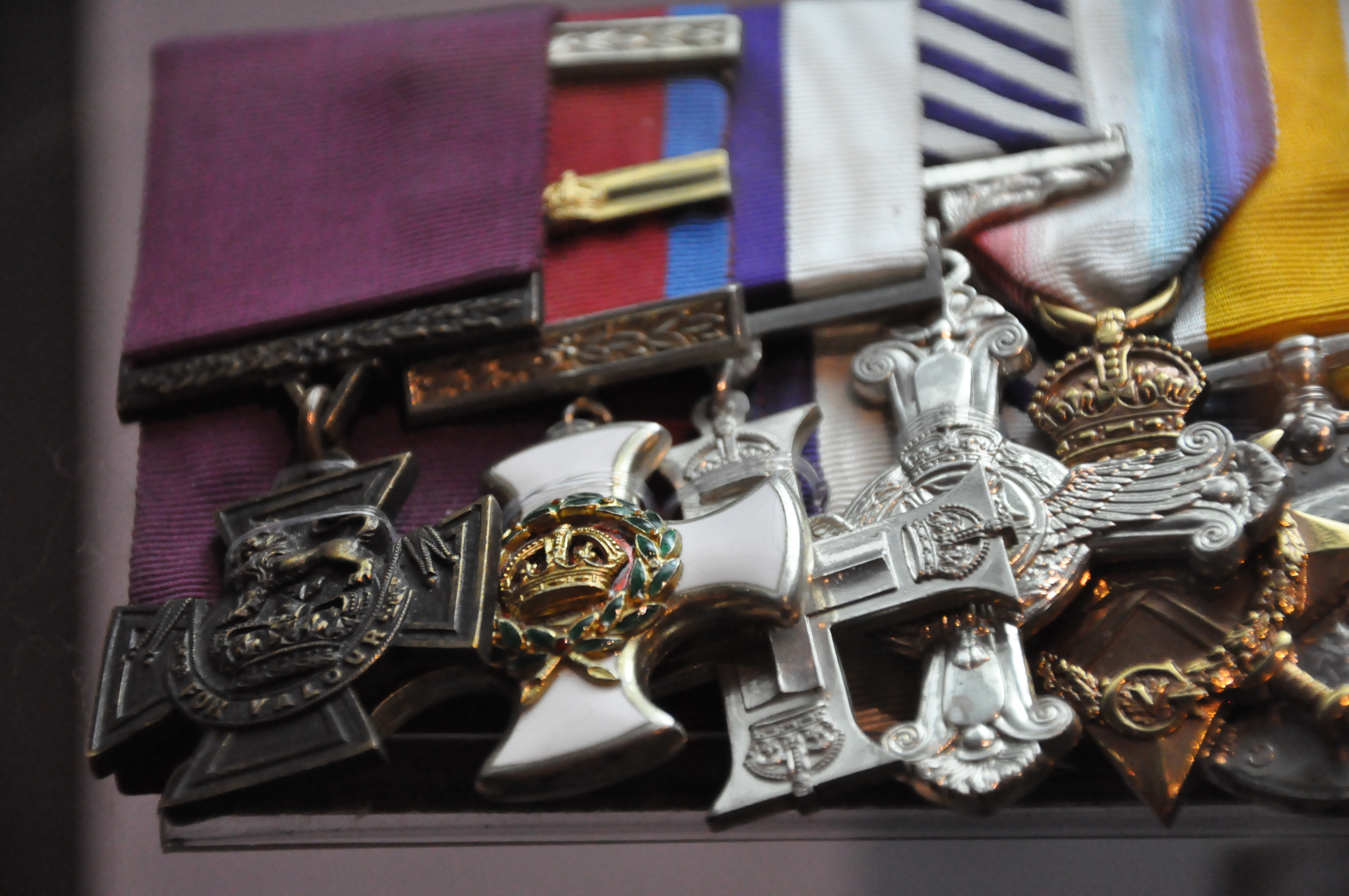
Billy Bishop első világháborús kitüntetései a Kanadai Hadimúzeumban

William Bishop számos kitüntetésben részesült, közte a Brit Birodalom legmagasabb elismeréseiben is:
- Viktória-kereszt
- Bath-rend
- Szolgálati Érdemkereszt (Distinguished Service Order)
- Hadikereszt
- Kiváló Szolgálatért Légikereszt (Distinguished Flying Cross)
- 1914-15 Csillag
- Kanadai Önkéntes Szolgálat Érem
- 1939–1945 Hadiérem
- V. György Jubileumi Ezüstérem
- VI. György Koronázási Érem
- II. Erzsébet Koronázási Érem
- Brit Hadiérem (Ezüst)
- Győzelmi Érem
- Becsületrend
- Croix de guerre (két bronzpálmával)

## Fordítás
- Ez a szócikk részben vagy egészben  a   Billy Bishop című angol Wikipédia-szócikk ezen változatának fordításán alapul.  Az eredeti cikk szerkesztőit annak laptörténete sorolja fel. Ez a jelzés csupán a megfogalmazás eredetét és a szerzői jogokat jelzi, nem szolgál a cikkben szereplő információk forrásmegjelöléseként.